# Gerichtsamt Leipzig I

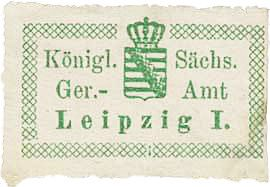
Siegelmarke des Gerichtsamtes Leipzig I

Das Gerichtsamt Leipzig I war eine untere Justiz- und Verwaltungsbehörde im Königreich Sachsen. Sie existierte von 1856 bis 1879.

## Geschichte
Auf der Grundlage des Gesetzes vom 11. August 1855 über die künftige Einrichtung der Behörden erster Instanz für die Rechtspflege und Verwaltung in Sachsen wurden im Oktober 1856 für das Umland von Leipzig die beiden Königlichen Gerichtsämter Leipzig I und II eröffnet. Die Aufteilung auf die beiden Ämter geschah anhand einer gedachten Nord-Süd-Linie in zwei annähernd gleich große Gerichtsbezirke, dem östlichen zugeordnet war das Gerichtsamt Leipzig I, dem westlichen jenes mit der Nummer II.
Dieses Gebiet des Gerichtsamtes I umfasste etwa 132 km² und hatte anfangs etwa 24.000 Einwohner. Leiter der Einrichtung als Gerichtsamtmann wurde August Adolph Wilhelm Köllner, der zuvor Amtmann beim Justizamt Borna war. Das Gerichtsamt Leipzig I hatte zu seiner Eröffnung 17 Mitarbeiter, zum Zeitpunkt seiner Schließung 27. Als Amtsblatt diente das Wochenblatt „Leipziger Dorfanzeiger“. Das Gerichtsamt Leipzig I unterstand dem Königlichen Bezirksgericht Leipzig.
Nach der Neustrukturierung der Gerichtsorganisation gemäß dem Gesetz über die Organisation der Behörden für die innere Verwaltung vom 21. April 1873 gingen die Verwaltungsbefugnisse des Gerichtsamtes 1874 auf die neu gebildete Amtshauptmannschaft Leipzig über. Die Angelegenheiten der Justiz übernahm ab 1879 das Amtsgericht Leipzig.

## Sitz und Zuständigkeit
Das Gerichtsamt Leipzig I hatte seinen Sitz in der zweiten Etage des Turmgebäudes der Pleißenburg, wo bereits zuvor Teile des Kreisamtes Leipzig untergebracht waren. 
In seine Zuständigkeit fielen die folgenden 22 östlich von Leipzig gelegenen Gemeinden
- Abtnaundorf
- Anger
- Baalsdorf
- Crottendorf
- Engelsdorf
- Großpösna
- Güldengossa
- Hirschfeld
- Holzhausen
- Liebertwolkwitz
- Mölkau
- Neuschönefeld
- Neusellerhausen
- Reudnitz
- Schönefeld
- Sellerhausen
- Stötteritz
- Stünz
- Volkmarsdorf
- Volkmarsdorfer Straßenhäuser
- Zuckelhausen
- Zweinaundorf
- Universitäts-Waldung und das Oberholz

sowie außerdem die nicht dem Stadtrat Leipzig zufallenden Verwaltungsaufgaben innerhalb des Stadtgebietes.
Hinzu kamen 1874 die juristischen Befugnisse für die 12 folgenden  Gemeinden des zu diesem Zeitpunkt aufgelösten Gerichtsamtes Rötha.
- Dechwitz
- Dreiskau
- Göhren
- Göltzschen
- Gruna
- Kötzschwitz
- Rödgen
- Rüben
- Sestewitz
- Störmthal
- Tanzberg mit Magdeborn
- Zehmen